# Oxira florida
Oxira florida là một loài bướm đêm trong họ Noctuidae.